# 彭德爾頓 (北卡羅萊納州)
彭德爾頓（英語：Pendleton）是位於美國北卡羅萊納州北安普頓縣的非建制地區。

## 歷史
彭德爾頓的郵局自1888年營運至今。

## 地理
彭德爾頓所處的海拔為高於海平面24米（即79英呎），而該地所採用的時區為UTC-5，即北美东部时区（EST）。同時該地設有夏令時間，為UTC-5調快一小時，即UTC-4（EDT）。